# Meria
Meria (/ˈmerja/, in corso Meria /ˈmerja/) è un comune francese di 98 abitanti situato nel dipartimento dell'Alta Corsica nella regione della Corsica.

## Società

### Evoluzione demografica
Abitanti censiti